# Track (tentoonstelling)
Track was een openluchttentoonstelling die in de Belgische stad Gent werd gehouden van 12 mei tot 16 september 2012. Het was de opvolger van Chambres d'amis (1986) en Over the Edges (2000), die in dezelfde stad werden gehouden.

## Actuele kunst
De kunsttentoonstelling presenteerde actuele kunst in open lucht, verspreid over de ganse stad, zoals in het Citadelpark, de Blandijn, het centrum zelf, de wijk Sint-Macharius, het Tolhuis en de Tondelier.
De curatoren van dit evenement waren Philippe Van Cauteren en Mirjam Varadinis. Eerstgenoemde is de conservator van het SMAK, het organiserend museum. De organisatie had een budget van € 3,6 miljoen en had zich de deelname verzekerd van 41 Belgische en internationale kunstenaars. Mirjam Varadinis is sinds 2002 de curator van het Kunsthaus Zurich.